# Custódio da Silva Braga

Custódio da Silva Braga, retrato do Arquivo Público Mineiro.

Custódio da Silva Braga (Juiz de Fora, 17 de abril de 1872 - Rio de Janeiro, 25 de junho de 1940) foi um engenheiro e político de Minas Gerais. Era professor da Escola de Minas de Ouro Preto.

## Biografia
Nasceu em Juiz de Fora, em 17 de abril de 1872, onde realizou seus estudos iniciais. Era filho de Vitorino da Silva Braga, considerado um dos pais fundadores de Juiz de Fora) e de Cândida Júlia de Moraes Braga. Posteriormente migrou para Ouro Preto, onde formou-se engenheiro pela Escola de Minas do município. Formado em 1890, quatro anos depois assumiu o cargo de professor de Geometria Geral e Cálculo, no Ginásio de Barbacena.
Retornou para Ouro Preto em 1896, para assumir a vaga de professor de Geometria, na Escola Normal. Em 1900 também formou-se pelo curso de Farmácia. Como engenheiro pesquisou minas particulares de ouro, manganês e zircônio. Em 1901 tornou-se professor substituto de Ciências Físicas da Escola de Minas. Em 1910 assumiu o cargo de lente catedrático de Eletricidade Geral e Eletrotécnica, também na Escola de Minas. Conjuntamente foi professor de Ciências Físicas do Ginásio de Ouro Preto.
Casou-se em 1895, com Arinda Dutra de Alvarenga (1875 - 1964). Juntos tiveram Custódio da Silva Braga Filho, que também se tornaria engenheiro, formado pela mesma instituição que o pai era professor.

### Política
Foi presidente da Câmara Municipal de Ouro Preto de 1912 a 1915, atuando como agente executivo. Foi vereador em diversas outras vereanças. Durante seu mandato no executivo, preocupou-se com o transporte ouro-pretano, tendo, também, canalizado a água em Cachoeira do Campo.